# Наякшин, Кузьма Яковлевич
Кузьма́ Я́ковлевич Ная́кшин (27 октября 1900, с. Кара-Елга, Акташинская волость, Уфимская губерния — 14 апреля 1982, Куйбышев) — советский историк, партийный и общественный деятель. кандидат исторических наук (1951). Почётный гражданин Куйбышева (1977).
Заместитель директора по учебной части Пермского университета, пединститута, Средне-Волжского пединститута, Самарского сельхозинститута (1930-е годы). Автор известной книги о Ленине «Становление» (1982), переведённой на многие иностранные языки.
Ветеран Великой Отечественной войны.

## Биография
Родился в семье крестьянина-бедняка с. Кара-Елга Актанышской волости Мензелинского уезда (ныне — Заинского района) Уфимской губернии.

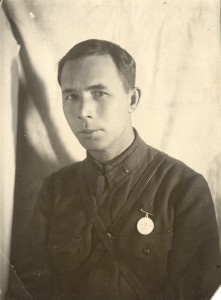
К. Я. Наякшин в период гражданской войны.

В 1913 году окончил двухклассное училище. С 1914 по 1916 год учился в Мензелинском сельскохозяйственном училище.
Перепробовал немало профессий (обивщик мебели, сапожник, певчий в хоре). Начало Октябрьской революции совпало с его днём рождения, что было воспринято им, как знак свыше. Вступил в ряды Рабоче-крестьянской Красной армии, участвовал в гражданской войне, в борьбе с Комучем и Колчаком. В июле 1919 года в боях с колчаковцами был контужен.
В конце ноября 1917 года был избран членом Акташского волостного земельного комитета, где работал секретарём.
С января 1919 — член ВКПб. C 1921 — зав. политпросветом в Набережных Челнах.
В мае 1925 года был откомандирован на Урал, где с 1924 по 1925 год работал заведующим Верхне-Камским, а с 1925 по 1926 год — Курганским окрполитпросветом.
Во время коллективизации направлялся партийными органами в поволжские деревни как агитатор. Участвовал в подавлении волнений крестьян. Семья несколько раз считала его убитым. В одной из деревень стоит памятник, где на табличке среди погибших от рук кулаков можно прочитать его фамилию.
В августе 1926 года переехал в Пермь, где работал преподавателем общественных и политических дисциплин педагогического техникума. В 1927 году экстерном сдал выпускные экзамены за курс общественно-экономического отделения педагогического факультета Пермского университета.
С 1928 по 1929 год — заведующий Пермским педагогическим техникумом.
С января 1931 года — зам. директора (проректор) по учебной части Пермского университета и Пермского пединститута (С. А. Стойчев был в то время ректором обоих вузов). С 15 сентября 1931 года ректор С. А. Стойчев назначил на должность заведующего учебной часть университета В. А. Беклемишева; К. Я. Наякшин остался заведующим учебной частью пединститута.
В 1932 году был назначен в г. Самару на должность заместителя директора по научно-учебной части Средне-Волжского пединститута. В 1933 году являлся директором научно-исследовательского института педагогики и одновременно заместителем заведующего крайоно. В 1934 году — заместитель директора по учебной части Самарского сельскохозяйственного института. В 1937 году — научный сотрудник и заведующий кабинетом истории института усовершенствования учителей.
С 1941 по 1945 год участвовал в Великой Отечественной войне (подробности — в его военном дневнике). Здесь он подружился с Ильей Эренбургом, Алексеем Толстым, Евгением Петровым, Вячеславом Шишковым. Работал заместителем начальника политотдела стрелковой дивизии, а затем лектором политотдела армии. Ему пришлось участвовать в военных действия по обороне Москвы. Участвовал в Курской битве. С боями прошел к западной границе СССР, освобождал Польшу.

Войну закончил в Берлине и был направлен на должность коменданта г. Магдебурга).
В 1946 г. работал старшим преподавателем Куйбышевского педагогического института на кафедре истории СССР.
С 1947 года — старший преподаватель и зав. кафедрой областной партийной школы (Высшей партийной школы).
С 1 сентября 1960 года — заведующий кафедрой истории КПСС Куйбышевского (индустриального) политехнического института, в котором проработал по 1980 год. В 1964 году утверждён в звании профессора.
В 1977 году стал Почётным гражданином города Куйбышева.

## Научная деятельность
В 1931 году опубликовал книгу «Очерки по методике коммунистического воспитания в школе ФЗС (Метод проектов и обществоведения в ФЗС)».
В 1930-е годы подготовил к защите диссертацию, связанную с историей древнего Рима. При её написании он выучил латинский язык, чтобы читать оригиналы источников без переводов. Репрессии 1937 года оборвали его научную деятельность[уточнить]. В 1951 году защитил кандидатскую диссертацию «Развитие капитализма в сельском хозяйстве Самарской губернии в 60-80-х годах XIX века». В 1979 году под редакцией К. Я. Наякшина вышел сборник «Самарские искровцы». Им положено начало научной разработке истории Среднего Поволжья, Куйбышевской области; он является автором многих научных трудов.
Его книга «Становление: Владимир Ильич Ульянов-Ленин. Формирование качеств профессионального революционера-марксиста» (1982) была переведена на многие иностранные языки.
Под его руководством защищено более 20 кандидатских диссертаций.
Ему принадлежит 70 печатных работ, в том числе 12 монографий и 6 документальных сборников. Им также был подготовлен ряд учебников и методических пособий по истории Самарского края.

## Общественная работа
Много лет возглавлял Президиум Куйбышевского областного отделения Всероссийского общества охраны памятников истории и культуры.
По его инициативе многие исторические памятники в Самаре и области были отмечены мемориальными досками.
Гонорары за свои труды передавал в фонд мира.

## Награды
- Медаль «За отвагу» (22 февраля 1942).
- Орден Красной Звезды.
- Орден Октябрьской Революции.
- Орден Трудового Красного Знамени.